# スタートレック:ピカードに登場した種族
スタートレック > スタートレックに登場した異星人の一覧 > スタートレック:ピカードに登場した種族
スタートレック:ピカードに登場した種族（スタートレック:ピカードにとうじょうしたしゅぞく）では、『スタートレック:ピカード』に登場した異星人について列挙する。

## 個別項目のある種族
- ロミュラン人[1]
- ベタゾイド人[2]
  - ディアナ・トロイがベタゾイド人と地球人のハーフである
- バルカン人[3]
- フェレンギ人[3]
- クリンゴン人[3]
- 可変種[4]
- ベイジョー人[3]

## 個別項目のない種族

### シンス
アンドロイドなどの人工生命のこと。シンセティック（synthetic）の略。

### ザヒアン
ダイリチウムの豊富なザヒア星の種族。背中から棘を出すことができ、光学迷彩により姿を消すことができる。シーズン1第一話で殺される、ダージのボーイフレンドがザヒアン人である。

### ベータ・アナーリ
ヒューマノイド型の爬虫類であり、嗅覚に優れ嘘を見破る。フリークラウドのスターダスト・シティでブジェイズルに仕えるヴァップがベータ・アナーリである。

### エル・オーリア人
長命で時空を超えた感覚を持つ種族。ガイナンが代表的人物。